# Tiếng Tấn
Tiếng Tấn (giản thể: 晋语; phồn thể: 晉語; Hán-Việt: Tấn ngữ; bính âm: jìnyǔ) là một tập hợp các dạng tiếng Trung Quốc ở miền Bắc Trung Quốc, với chừng 63 triệu người nói. Phân bố địa lý của nó trùm lên hầu hết tỉnh Sơn Tây (trừ thung lũng sông Phần), phần lớn miền trung Nội Mông cùng những vùng lân cận của Hà Bắc, Hà Nam, và Thiểm Tây. Những nhà ngôn ngữ học có ý kiến trái chiều về bản chất tiếng Tấn: một bộ phận coi nó như một phần của Quan thoại, phần khác tách nó ra thành nhánh riêng.

## Phân loại
Cho tới thập niên 1980, các phương ngữ Tấn đều được gộp hết vào Quan thoại. Tuy vậy, năm 1985, Lý Vinh đề xuất rằng Tấn nên được nhìn nhận là một nhóm phương ngữ riêng, tương tự Việt (Quảng Đông) và Ngô. Lý do cho đề xuất này là tiếng Tấn giữ lại "nhập thanh" (入聲), thể hiện ở âm tắc thanh hầu giống như trong tiếng Ngô, nhưng lại khác biệt với đa phần phương ngôn Quan thoại khác.
Một số nhà ngôn ngữ học khác sau đó chấp nhận kiểu phân loại này. Ngược lại, số khác không đồng ý rằng Tấn là một nhóm riêng vì lí do sau:
1. Việc lấy sự lưu giữ nhập thanh làm thước đo là thiếu nhất quán với cách phân chia những nhóm phương ngữ khác (dựa trên con đường phát triển của âm hữu thanh đầu từ trong tiếng Trung trung đại).
2. Một số phương ngôn Quan thoại khác cũng lưu giữ nhập thanh (thành âm tắc thanh hầu), nhất là trong Quan thoại Giang-Hoài, nhưng tới nay thì chưa ai đề xuất tách chúng khỏi Quan thoại cả.

Trong Trung Quốc Ngữ Ngôn Địa Đồ Tập, tiếng Tấn được chia ra 8 phân nhóm:
Bính Châu
ở trung Sơn Tây (Bính Châu cổ), gồm cả Thái Nguyên.
Lữ Lương
ở tây Sơn Tây (gồm Lữ Lương) và bắc Thiểm Tây.
Thượng Đảng
ở Trường Trị (Thượng Đảng cổ) tại đông nam Sơn Tây.
Ngũ Đài
ở một phần bắc Sơn Tây (gồm Ngũ Đài) và trung Nội Mông.
Đại–Bao
ở một phần bắc Sơn Tây và trung Nội Mông, gồm Bao Đầu.
Trương-Hà
ở Trương Gia Khẩu tại tây bắc Hà Bắc và một phần trung Nội Mông, gồm Hohhot.
Hàm-Tân
ở đông nam Sơn Tây, nam Hà Bắc (gồm Hàm Đan) và bắc Hà Nam (gồm Tân Hương).
Chí-Diên
ở Chí Đan và Diên Xuyên miền bắc Thiểm Tây.

## Ngữ âm học
Không như hầu hết dạng Quan thoại, tiếng Tấn có một âm tắc thanh hầu cuối từ: dấu vết của các âm tắc cuối từ trước đó (/p/, /t/ và /k/). Đây là nét chung có với Quan thoại cổ thời nhà Nguyên (chừng thế kỷ XIV) và một số dạng tiếng Trung miền nam. Trong tiếng Trung trung đại, âm tiết kết thúc bằng âm tắc không có thanh điệu; tuy vậy, những nhà nghiên cứu tiếng Trung ưa xếp những từ có kiểu âm tiết như vậy vào một lớp thanh riêng, gọi là "nhập thanh". Âm tiết kết bằng âm tắc thanh hầu trong Tấn vẫn không có thanh điệu, hay, nói cách khác, tiếng Tấn đã giữ lại nhập thanh.

## Hình thái học
Tiếng Tấn có tiền tố 圪 /kəʔ/, 忽 /xəʔ/, và 入 /zəʔ/, đóng vai trò phát sinh từ mới. Ví dụ:

入鬼 "chọc phá" < 鬼 "quỷ"
Ngoài ra, còn có một số từ trong tiếng Tấn xuất hiện nhờ việc tách đôi từ đơn âm tiết, bằng cách chèn 'l' vô giữa. Ví dụ:
/pəʔ ləŋ/ < 蹦 pəŋ "nhảy"

/tʰəʔ luɤ/ < 拖 tʰuɤ "kéo, lôi"

/kuəʔ la/ < 刮 kua "cạo"

/xəʔ lɒ̃/ < 巷 xɒ̃ "hẽm"
Hiện tượng trên có thể bắt gặp trong hầu hết phương ngôn Quan thoại (ví dụ 窟窿 kūlong < 孔 kǒng), nhưng đặc biệt nổi bật trong tiếng Tấn.